# Wilhelmine de Baden
Wilhelmine de Baden (n. 10 septembrie 1788, Karlsruhe, Germania – d. 27 ianuarie 1836, Rosenhohe Park⁠(d), Marele Ducat Hessa, Germania) a fost Mare Ducesă de Hesse și de Rin.
A fost fiica mai mică al lui Karl Ludwig de Baden și a Amaliei de Hesse-Darmstadt. S-a căsătorit la 19 iunie 1804 cu verișorul ei primar din partea maternă, mult mai în vârstă ca ea, Ludovic, care în 1830 a devenit Marele Duce de Hesse și de Rin.
Wilhelmine a avut șapte copii dintre care au supraviețuit doar patru. Se crede că tatăl ultimilor patru copii, inclusiv Alexandru și Maria, a fost iubitul ei, August von Senarclens de Grancy.
- Prințul Ludwig de Hesse-Darmstadt (1806-1877); (viitorul Mare Duce)
- Prințul Karl Wilhelm Ludwig de Hesse-Darmstadt (1809-1877)
- Prințesa Amalia Elisabeth Luise Karoline Friederike Wilhelmine de Hesse-Darmstadt  (1821-1826)
- Prințul Alexander Ludwig Georg Friedrich Emil de Hesse-Darmstadt (1823-1888)
- Prințesa Maximiliane Wilhelmine Auguste Sophie Marie de Hesse-Darmstadt (1824-1880); viitoarea împărăteasă a Rusiei, soția Țarului Alexandru al II-lea al Rusiei.

## Arbore genealogic
| Wilhelmine de Baden Casa de ZähringenNaștere: 21 septembrie 1788 Deces: 27 ianuarie 1836 |                                                                   |                                                    |
| Regalitate germană                                                                       |                                                                   |                                                    |
| VacantUltimul titlu deținut deLouise de Hesse-Darmstadt                                  | Mare Ducesă de Hesse și de Rin 16 aprilie 1830 – 27 ianuarie 1836 | VacantUrmătorul titlu deținut deMatilda a Bavariei |